# Blagoslov gora
Blagoslov gorá (1944) so gorniški spomini Janeza Gregorina. Po njegovi smrti jih je uredil Boris Režek in tako počastil spomin na prerano umrlega pisatelja.

## Predgovor Borisa Režka
Po prerani materini smrti med vojno leta 1917 je družina razpadla. Janez o bridki mladosti ni pripovedoval. Vsa poletja je plezal – najraje sam ali v navezi z bratom Mirom, ki je bil edini, komur je priznal, da mu odpoveduje srce. Tudi najbližji so o njem vedeli le malo. Zdržal je 16-urno hojo in plezal šesto težavnostno stopnjo. Vse pisateljevanje se nanaša na gore. Ni pisal z namero, da bi bili zapisi izdani v knjigi.

## Vsebina
Za avtorja so gore kot svetla podoba iz sanj, kjer žalost utihne. Zbeganemu mestu obrača hrbet in iz pustih zidov odhaja gorski pomladi naproti, kjer se bo spočil od težkega življenja ter se z mirnim duhom vrnil med ljudi. Sprašuje se, ali je smisel življenja res v tem, da en rod rodi novega in mu nalaga nove izzive.
Pisatelj odklanja moderen, urejen in zavarovan način življenja. Spodbuja plezalce, saj nobeno pogumno dejanje ne gre v nič. Do sveta, ki vidi le od rok do ust, ima odklonilen odnos. Na gori dobi pomoč. Vsakič, ko po resni borbi z goro doseže vrh, doživi nepopisno veselje. Nato počiva v sončnem miru, saj ima nad seboj le še nebo. Vse utrujene od dela vabi na gorske vrhove, kjer je zdravje in razvedrilo. Gorništvo je študij samega sebe in spoznavanje lastnih moči. Mladino odvrača od samoljubja, krepi voljo in daje smisel za lepoto. Opravlja pomembno kulturno in vzgojno delo.
Alpinizem mu predstavlja gibanje, ki je nastalo brez vzpodbude, kot posledica nejevolje nad meščanskim životarjenjem. Je borbeno udejstvovanje v gorah, kjer so zaposleni srce, razum in telesna spretnost. Tam sliši sebe. Kadar gorska narava pobesni, se lepota spremeni v odurnost, veselje v grozo, življenje v smrt.
Premišljuje o minljivosti, kar ponazarja s potekom leta. Septembra rad opazuje ljudi, ki so se vrnili s počitnic in so pripravljeni na delovni boj, in šolarje, ki začenjajo šolsko leto. Kmetje pobirajo pridelke in čreda s planin je že v dolini. Novembra ob dnevu spomina na mrtve podoživlja agonije gornikov, ki so ostali ujeti v gorah, kjer jih je doletela prerana smrt. Spomladi, ko je dolina že obsijana s soncem, so gore še pokrite z debelo plastjo snega. Ponazori svoja občutja do oseb, ki so preminule v gorah, z zgledom, ko je pomagal pri prenosu trupla v dolino. Iskanje, najdbo in pogreb nazorno opiše in izrazi sočutje. S tem ko si je dogodek zapomnil in ga napisal, je dal pomen fantovemu življenju, tako kot je Boris Režek z izdajo knjige dal pomen Gregorinovem življenju.

## Ocene
- A.B.. Blagoslov gora. Planinski vestnik 1944. 123. dlib
- Družinski tednik: Blagoslov gora, 1944. 16/43. 5. dlib
- Jutro: Janez Gregorin, 1944. 24/226. 3. dlib

## Zanimivost
Blagoslov gora (Bergsegen, 1928) je naslov romana koroškega pisatelja Josefa Friedricha Perkoniga, slovenski prevod romana Knuta Hamsuna Markens grøde (1917) je Blagoslov zemlje (1929).